# C.A.P
Bang Min Soo (en hangul, 방민수; Seúl, 4 de noviembre de 1992), más conocido como C.A.P, es un rapero, cantante, bailarín, modelo y compositor surcoreano. Fue miembro y líder del grupo Teen Top.

## Carrera
Fue el líder del grupo masculino de K-Pop Teen Top, creado por TOP Media en el 2010.

## Filmografía

### Dramas
| Año  | Título              | Canal |
| ---- | ------------------- | ----- |
| 2009 | Go Taekwon Girl, Go | Corto |
| 2010 | I Am LEGAND         | SBS   |
| 2014 | Entertain us        | Mnet  |

### Programas de televisión
| Año  | Título          | Canal | Notas              |
| ---- | --------------- | ----- | ------------------ |
| 2015 | Hello Counselor | KBS2  | Invitado, Ep. #240 |

### Videos musicales
- 2014: Wheesung - "Night and Day"